# 山田和 (陶芸家)
山田 和（やまだ かず、1954年 - ）は、現代美術家、陶芸家。

## 経歴
愛知県常滑市に生まれる。1976年、大阪芸術大学芸術学部工芸学科陶芸コース卒業。卒業と同時に越前陶芸村に築窯。加藤唐九郎に師事。志野を中心に、赫釉織部や青織部などを制作。祖父は二代山田常山（本名：誠）、父は山田健吉（常滑焼日展作家）、伯父は三代山田常山（本名：稔、常滑焼人間国宝）。次男の山田大、甥も陶芸家。

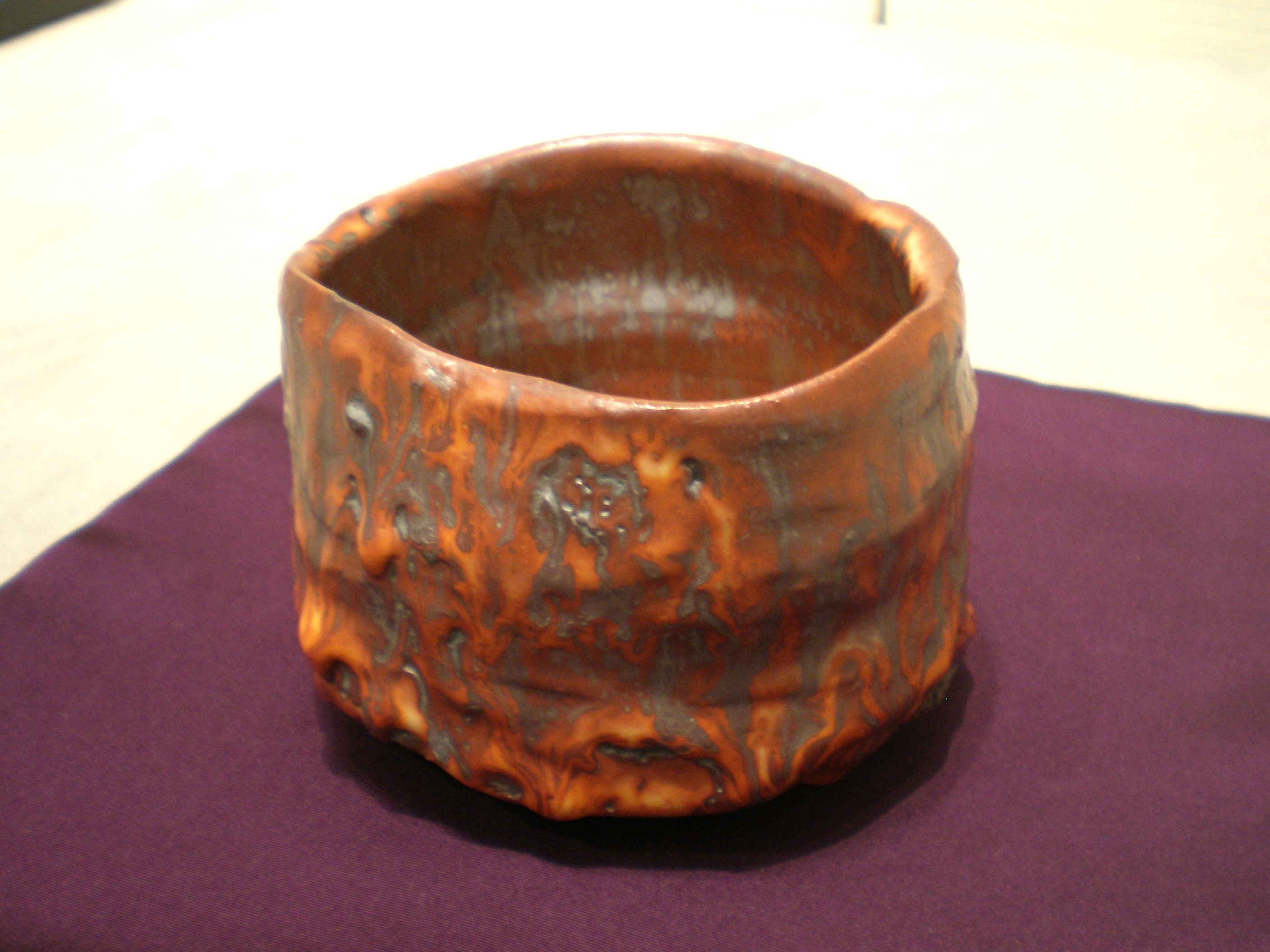
炎舞志野茶盌 山田和

1988年、ドイツにて穴窯制作（ヤン・コルヴィツ陶房）。記録映画「炎より生れる」制作に参加（マークスツエルナープロダクション）。1989年、ドイツにて作品制作、初窯。2020年、イギリス、ヴィクトリア・アンド・アルバート博物館に作品収蔵、展示。

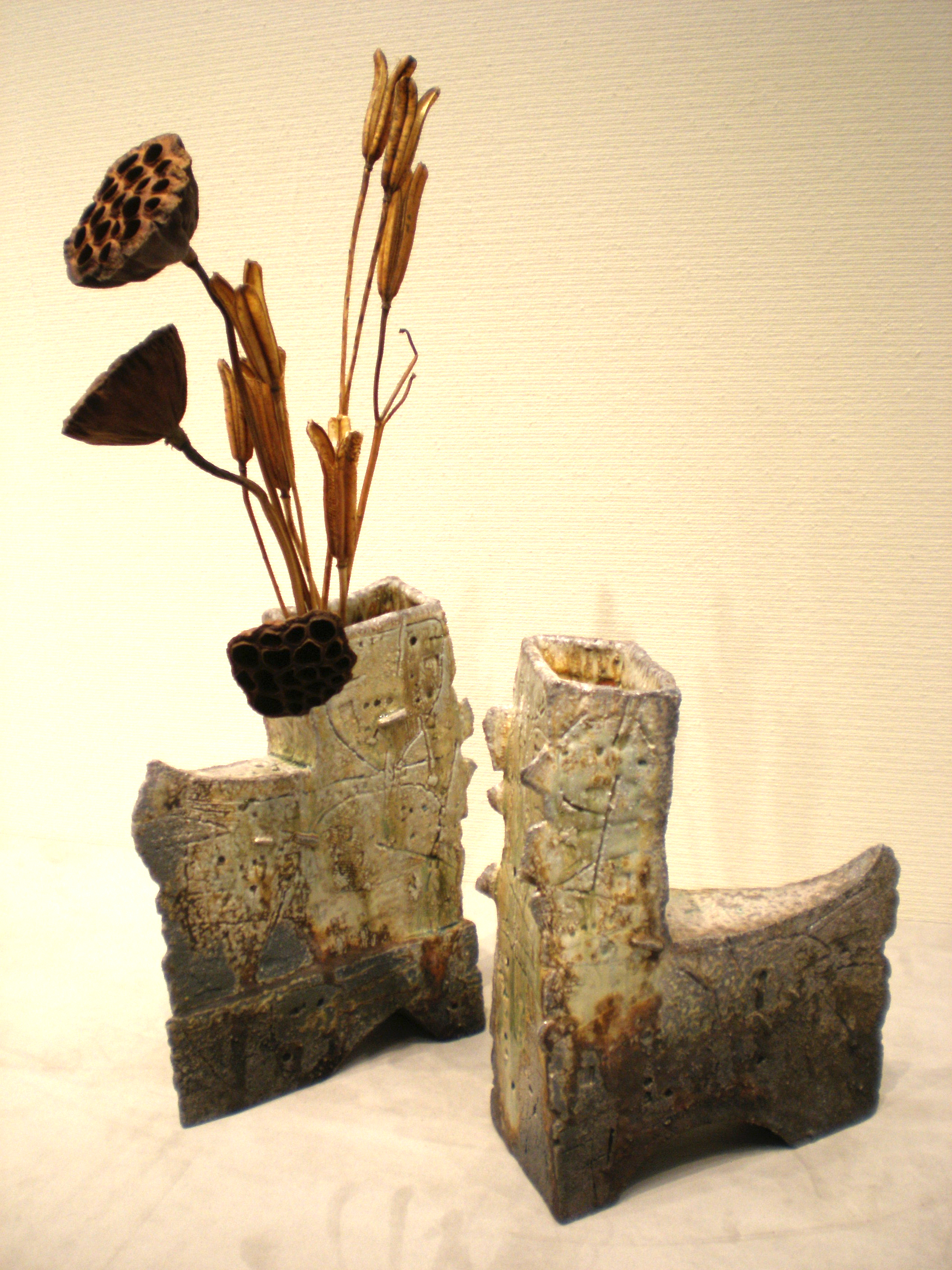
伊賀花入 山田和

## 個展
- 1978年　サンギャラリー住恵
- 1980年　丸栄、名古屋展・豊橋展。以降隔年開催。
- 1983年　南青山グリーン・ギャラリー（以降1993年まで隔年開催）
- 1993年　日本橋三越本店（以降隔年開催）
- 1994年　高島屋大阪店（以降1997年、2000年開催）
- 1995年　赤坂グリーン・ギャラリー
- 1996年　ギャラリー堂島（以降隔年開催）
- 2000年　藤野屋（以降隔年開催）
- 2002年　ぎゃらりぃ栗本
- 2003年　銀座黒田陶苑（以降2008年開催）
- 2004年　丸栄、名古屋展・豊橋展（以降隔年開催）
- 2007年　丸栄食の器展
- 2007年　文錦堂（以降2009年開催）
- 2008年　ギャラリーヴォイス「茶陶-造形と意匠にみる現在性」出品
- 2010年　東京国立近代美術工芸館「茶事をめぐって-現在工芸への視点」出展

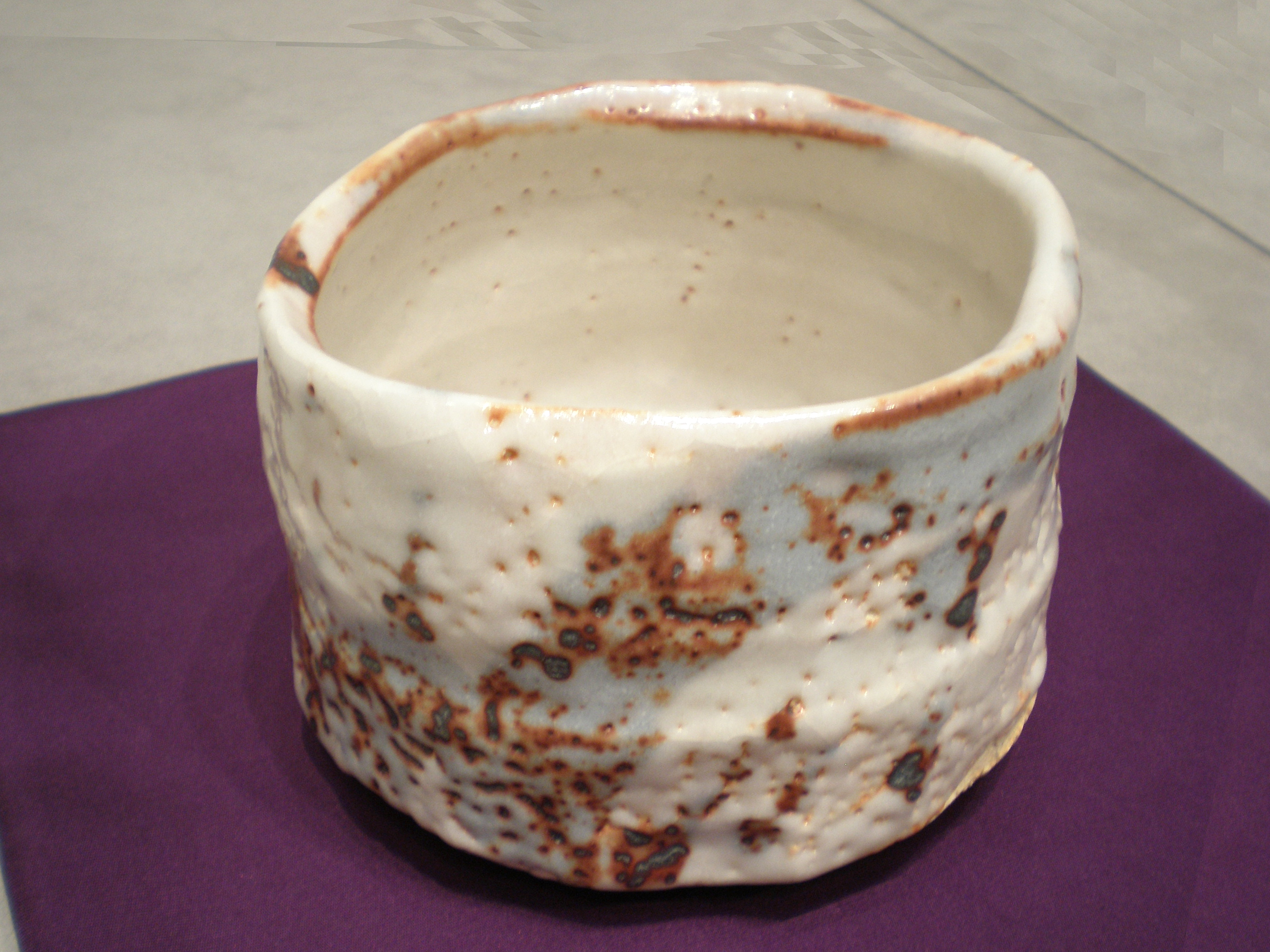
志野茶盌 山田和

- 2011年　JR大阪三越伊勢丹
- 2013年　JR大阪三越伊勢丹
- 2016年　阪急うめだ本店
- 2018年　阪急うめだ本店

## 作品

山田和作品集
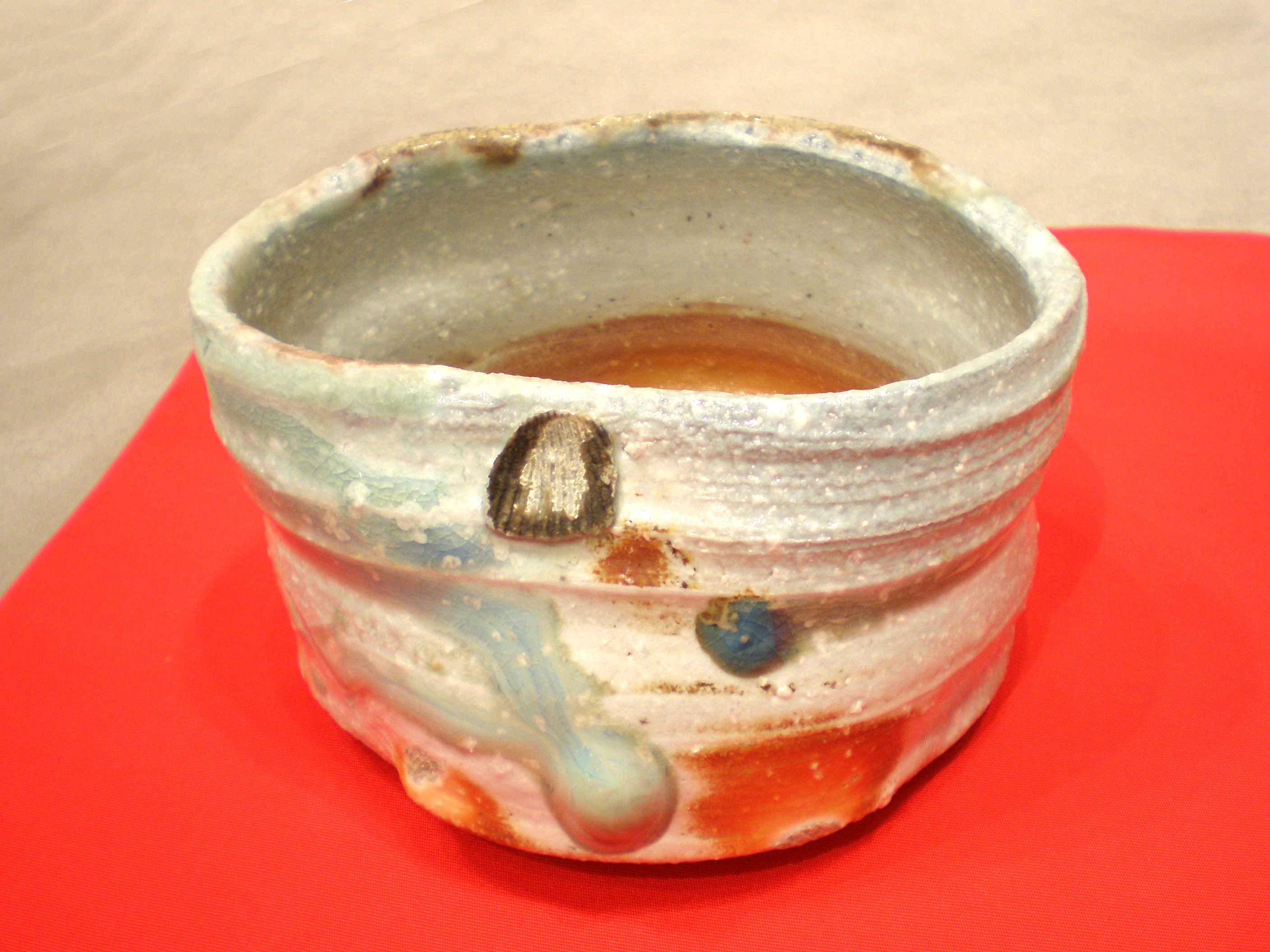
伊賀沓茶盌
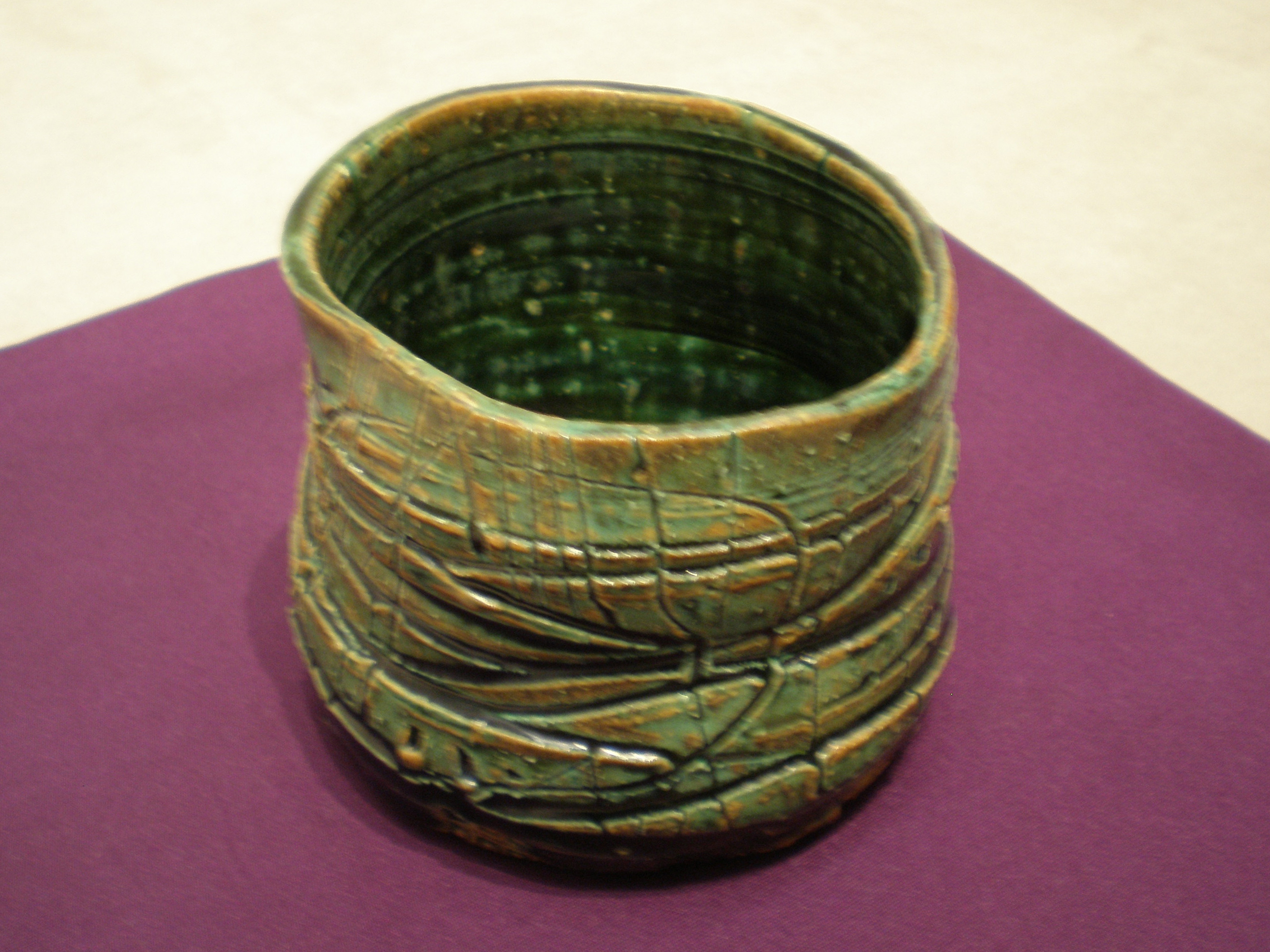
青織部茶盌
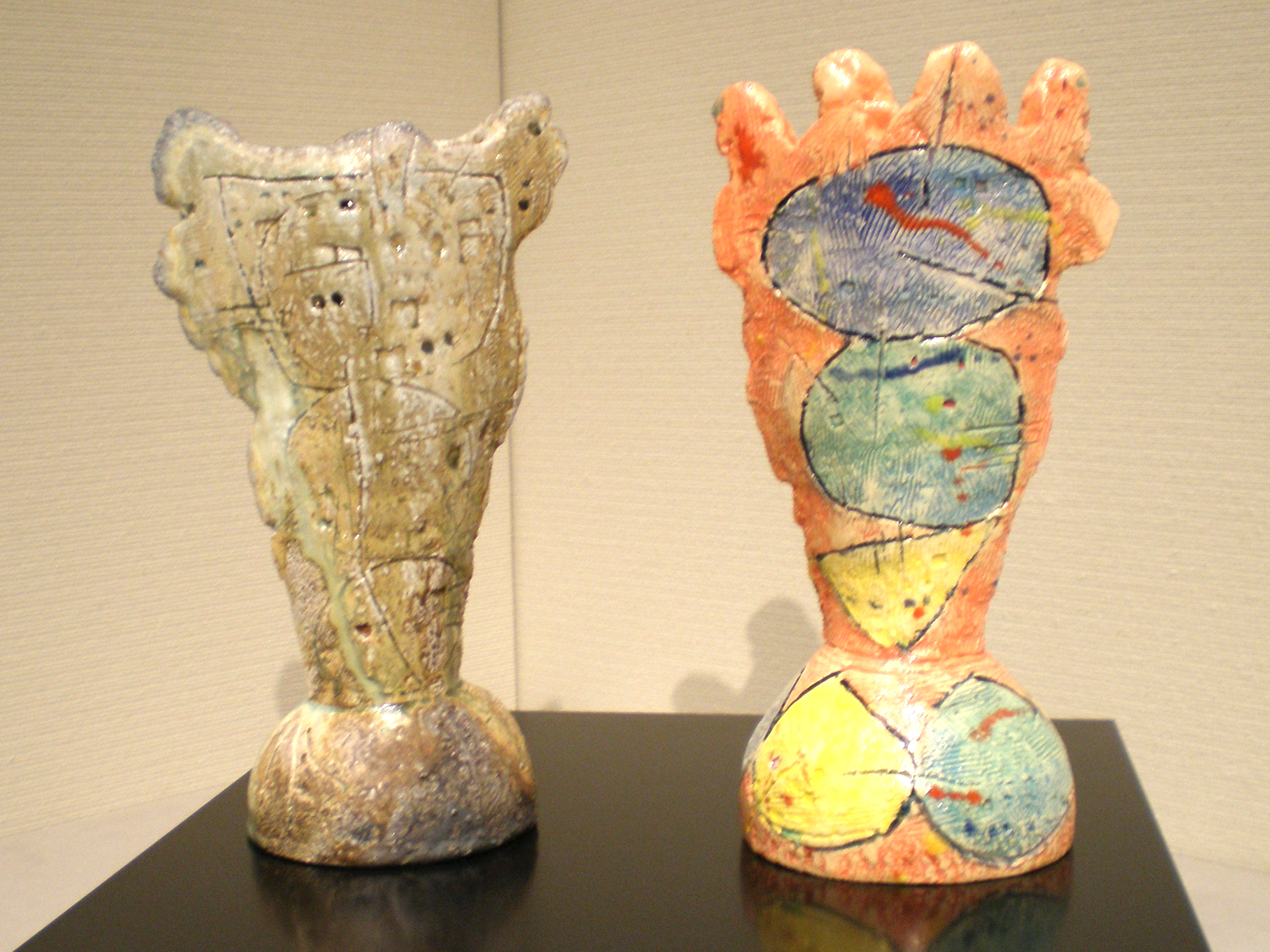
伊賀花入
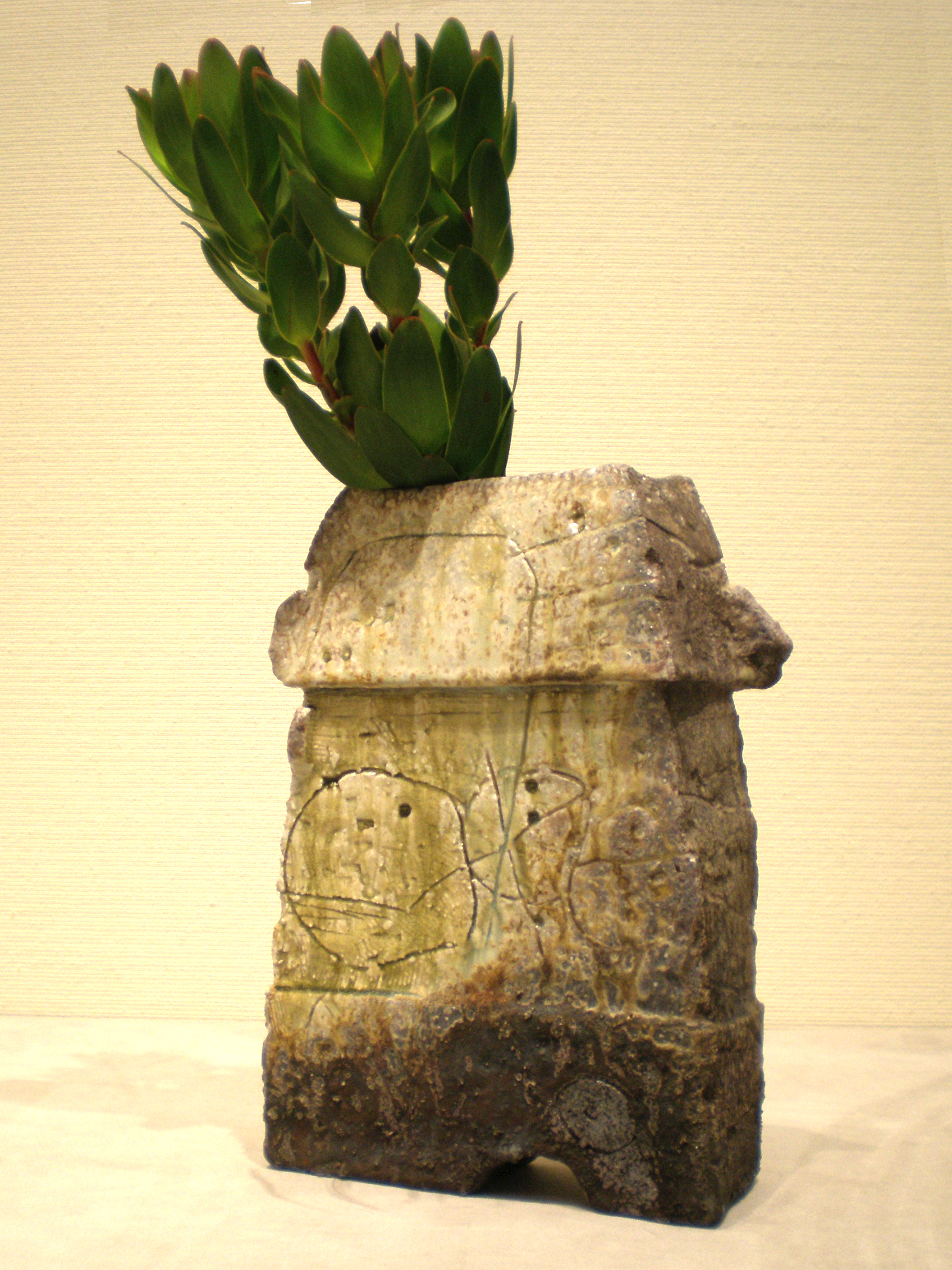
伊賀花入
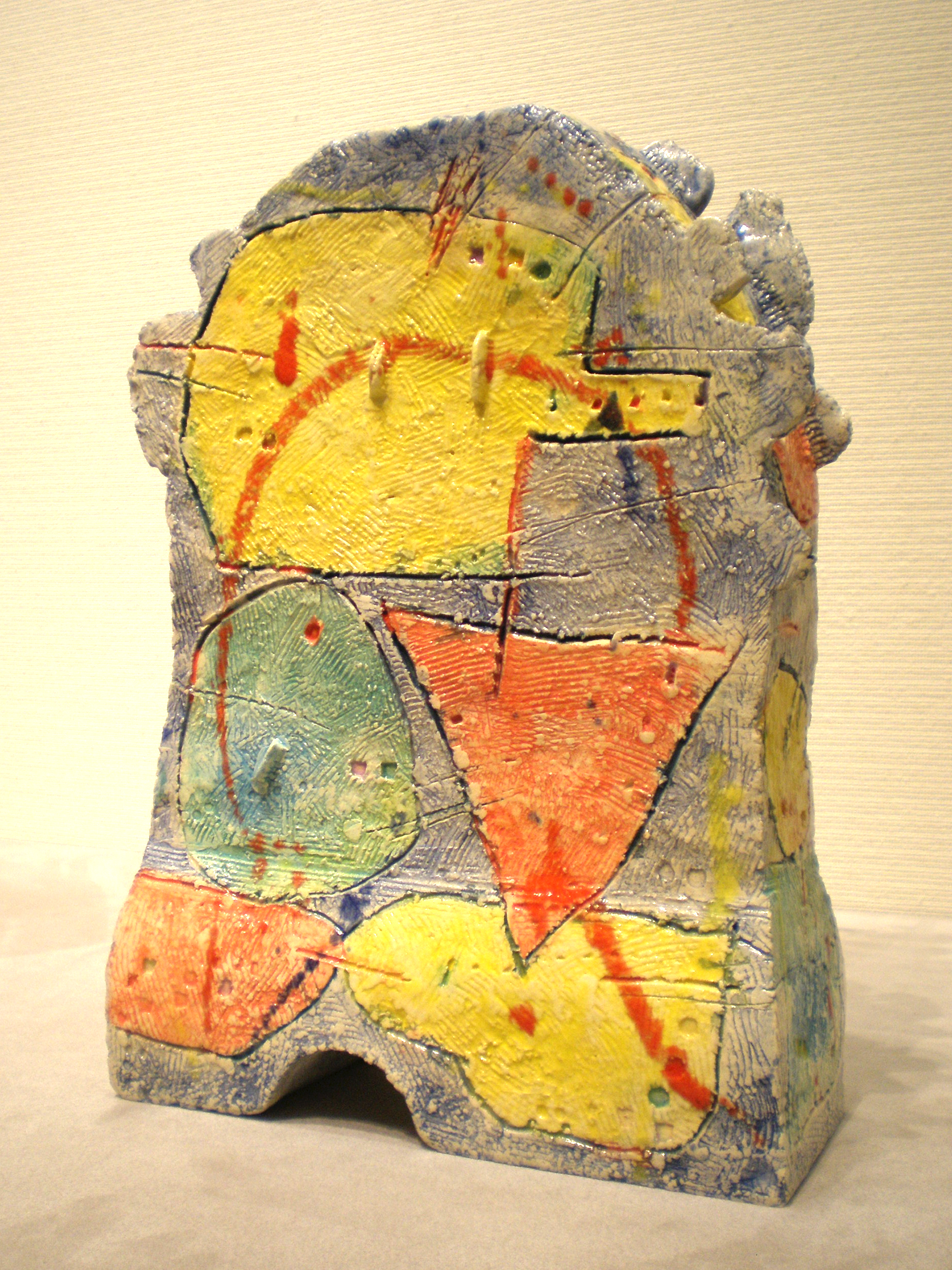
伊賀花入
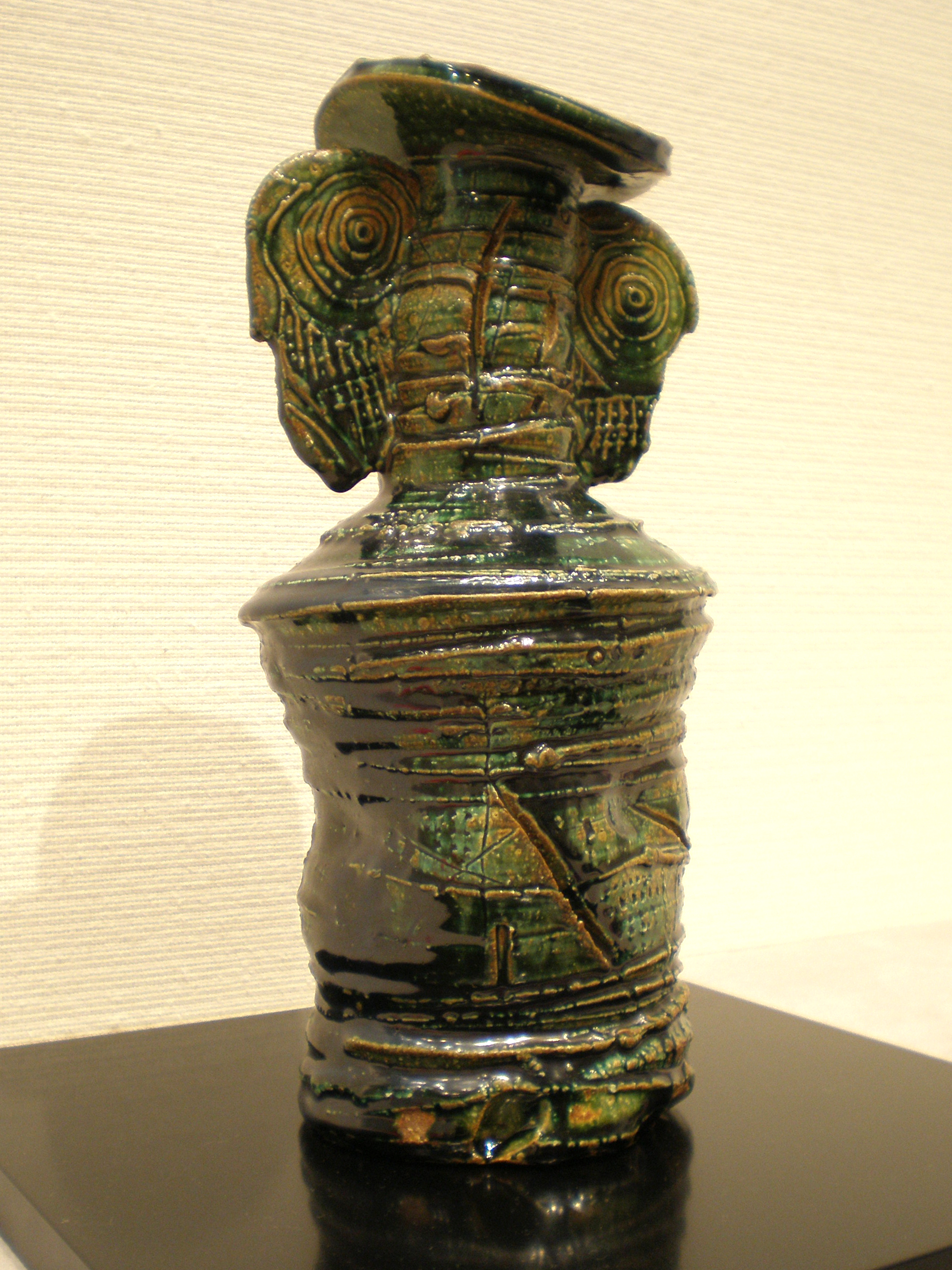
青織部花入
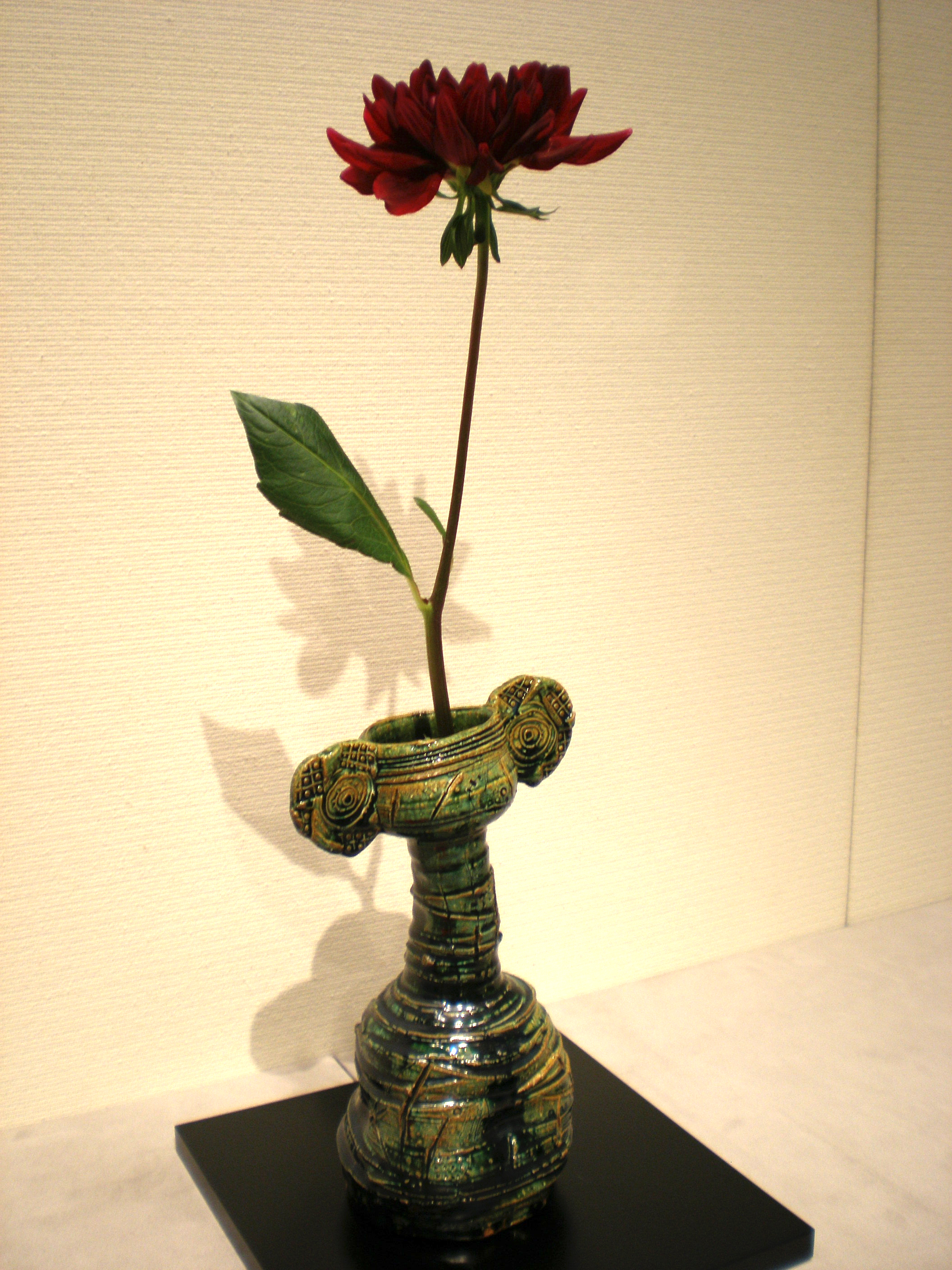
青織部花入